# Mesobracon niger
Mesobracon niger är en stekelart som beskrevs av Szepligeti 1906. Mesobracon niger ingår i släktet Mesobracon och familjen bracksteklar. Inga underarter finns listade i Catalogue of Life.